# FK Rudar Kakanj
Fudbalski klub Rudar Kakanj is een Bosnische voetbalclub uit de centraal gelegen stad Kakanj. De club komt uit in de Prva Liga, wat samen met de Eerste Divisie Republika Srpska de 2de voetbalklasse van Bosnië vormt.
Kakanj speelt zijn thuiswedstrijden in het Stadion Rudara, een relatief klein stadion dat plaats biedt aan zo'n 5.000 toeschouwers.
De club werd in 1920 opgericht en is vooral bekend omdat het de eerste club was van de legendarische keeper Kenan Hasagić, die bekendstond om het dribbelen van zijn tegenstrever als die de bal trachtte af te snoepen.
Bratstvo ·
Budućnost ·
Goražde · 
Gornji Rahić ·
Gradina Srebrenik ·
Jedinstvo ·
Radnik ·
Radnički ·
Stupćanica Olovo ·
TOŠK ·
Tomislav ·
Travnik ·
Tuzla City · 
Vis Kosovo ·
Čelik Zenica ·
Zvijezda